# 흥양초등학교
흥양초등학교는 대한민국 강원특별자치도 원주시에 있는 초등학교다.

## 학교 연혁
- 1940.06.01 소초심상소학교 흥양간이학교 인가
- 1946.11.01 흥양국민학교 개교
- 1985.03.05  병설유치원 개원
- 1996.03.01 흥양초등학교로 교명 개칭
- 2008년 8월 과학실 현대화 공사완료
- 2009년 8월 교실복도 최신화 공사완료
- 2009년 12월 학교컴퓨터실 컴퓨터, 모니터 최신형 교체(총 20대)
- 2010년 3월 제25대 김상섭 교장 부임
- 2012.02.10 제63회 졸업(총 2,771명)
- 2013.02.15 제64회 졸업(총2,792명)
- 2014.02.14 제65회 졸업(총2,808명)
- 2014.03.01 제26대 박용식 교장 부임
- 2015.02.13 제66회 졸업(총2,822명)